# Romeinse villa Kaalheide
De Romeinse villa Kaalheide is een Romeinse villa op de Krichelberg in de buurt Kaalheide te Spekholzerheide in de Limburgse gemeente Kerkrade in Nederland. De villa ligt aan de Krichelstraat en is van het type villa rustica, waarvan er in Zuid-Limburg zeker honderd (deels) zijn opgegraven. De villa was gelegen op een plateaurand van het Plateau van Spekholzerheide die hier vlakbij vrij steil naar beneden helt aan de rand van het beekdal van de Vloedgraaf/Anselderbeek (met de Hammolen).
Bij opgravingen in 1950 trof men een rechthoekig plattegrond (12,5 x 7,5 meter) aan van paalgaten die van de voorganger van de stenen villa was geweest. De stenen villa was van het type porticus en was 51,5 meter lang en 21,8 meter breed. Het had aan de voorzijde een zuilengalerij (porticus), een centrale hal van ongeveer 9 bij 10 meter, en aan weerszijden van de hal lagen kleine kamers. De kamers aan de westzijde van de hal konden ook verwarmd worden volgens het hypokaustsysteem. In de villa zijn steenkoolresten aangetroffen, die daarmee de oudste getuigen zijn van steenkoolmijnbouw in de Oostelijke Mijnstreek.
Tegenwoordig ligt het fundament van de Romeinse villa zichtbaar in een grasveldje tussen huizen. In maart-juni 2012 heeft de gemeente een loopbrug laten aanleggen zodat bezoekers zonder de fundamenten te storen deze van boven kunnen bekijken.

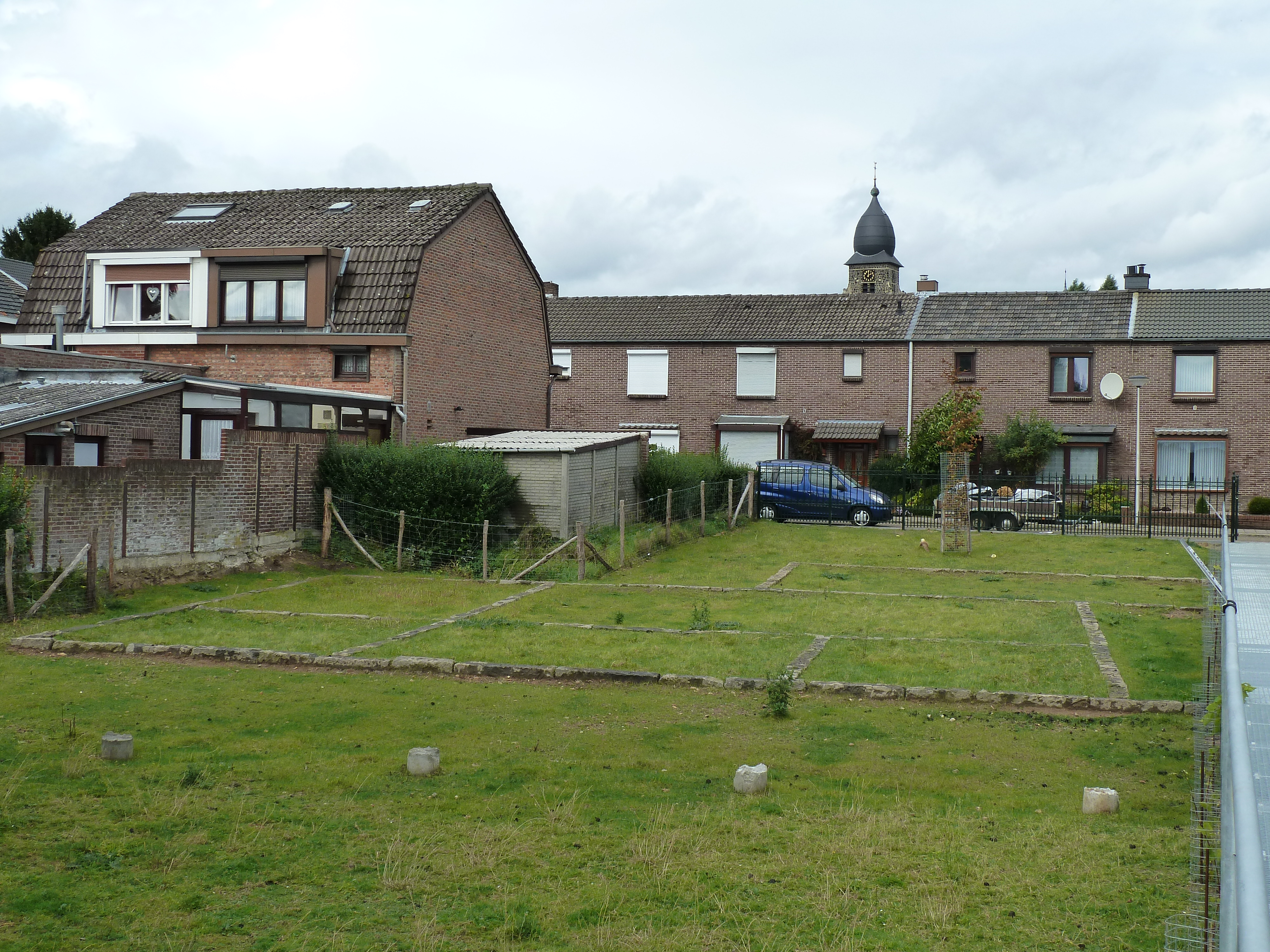
Fundamenten in het gras
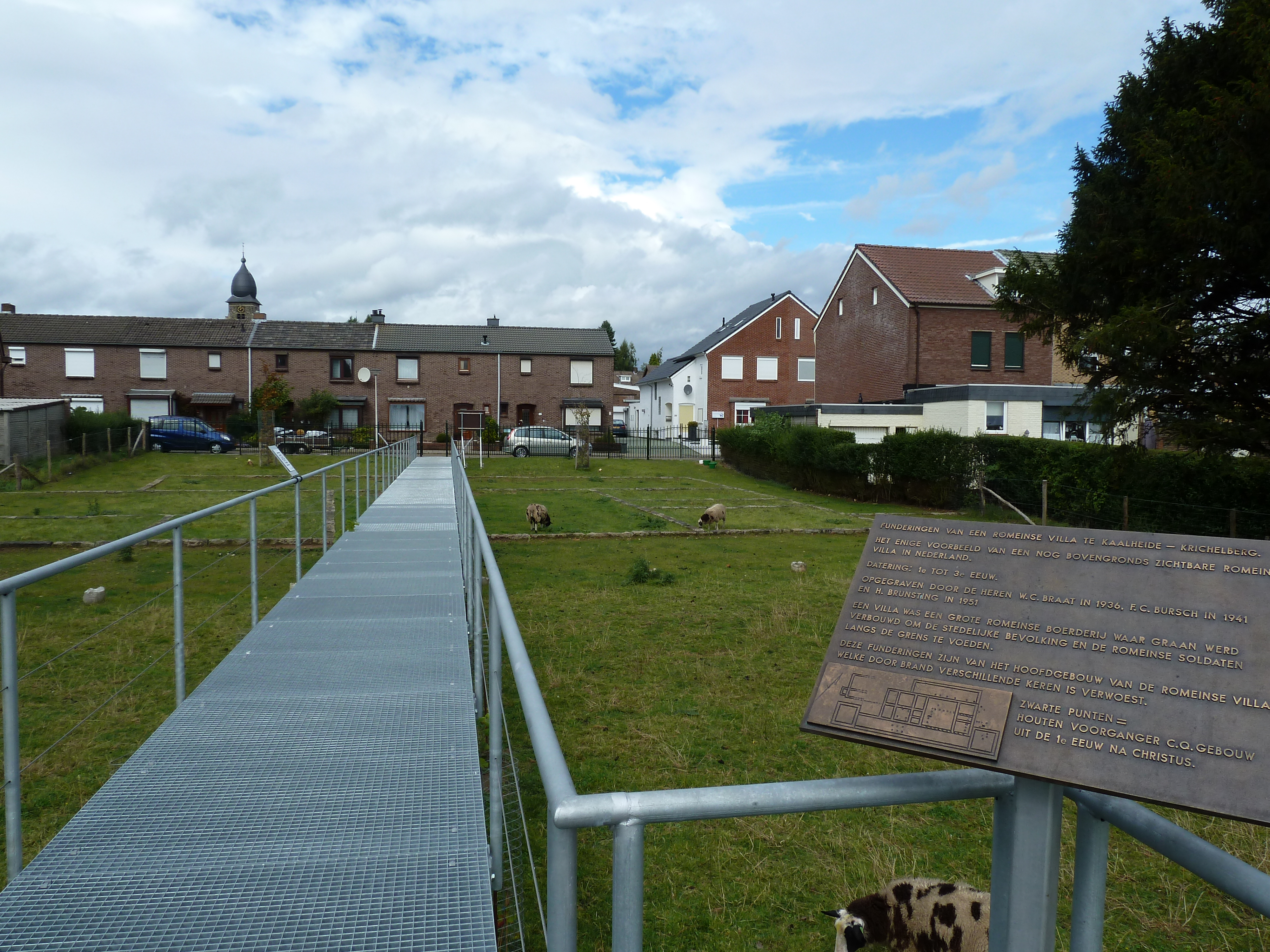
Loopbrug
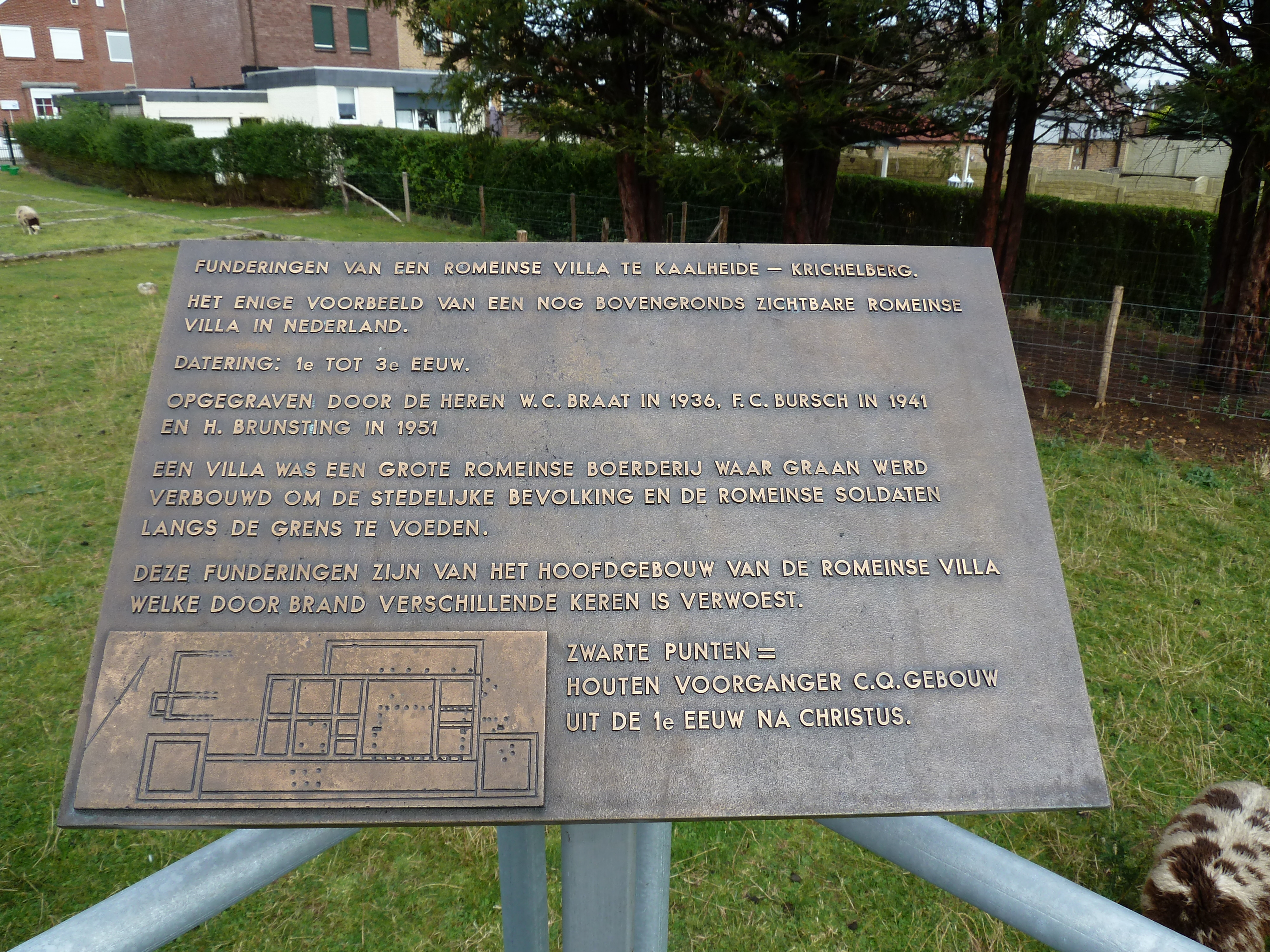
Informatiepaneel